# Riekiella cuspidata
Riekiella cuspidata är en tvåvingeart som beskrevs av Kelsey 1971. Riekiella cuspidata ingår i släktet Riekiella och familjen fönsterflugor. Inga underarter finns listade i Catalogue of Life.